# Tapinolobus curvispina
Tapinolobus curvispina är en insektsart som beskrevs av Walker. Tapinolobus curvispina ingår i släktet Tapinolobus och familjen hornstritar. Inga underarter finns listade i Catalogue of Life.